# Dennis Szczesny
Dennis Jan Szczesny (* 22. November 1993 in Dinslaken) ist ein deutsch-polnischer Handballspieler. Seine Körpergröße beträgt 1,96 m.

## Karriere
Der ursprünglich aus Dinslaken stammende Spieler war in der Jugend beim TV Jahn Hiesfeld und beim HSC Eintracht Recklinghausen aktiv, bevor er zum DHC Rheinland wechselte und drei Jahre lang das vereinseigene Sportinternat in Dormagen besuchte. Ab 2011 spielte er für die Bundesliga-Mannschaft des DHC Rheinland. Zur Saison 2012/13 wechselte Szczesny zum Zweitligisten TV Bittenfeld. Im Sommer 2014 wechselte er zum Zweitligisten TUSEM Essen. Mit TUSEM stieg er 2020 in die Bundesliga auf. Ein Jahr später trat Szczesny mit Essen den Gang in die Zweitklassigkeit an. Im Sommer 2025 schloss er sich der Spielgemeinschaft HSG Am Hallo an.
Szczesny spielt als Rückraumspieler sowie als Kreisläufer.
In der polnischen U-19 Nationalmannschaft, in der er sich nach seinen ersten Einsätzen als Stammspieler etablieren konnte, spielt er als Rückraumspieler. Er nahm am Jugend-Länderpokal 2010 teil und wurde in das All-Star-Team des Turniers gewählt. In der polnischen Männer-Nationalmannschaft debütierte Szczesny am 28. Dezember 2018 in Opole gegen Japan.